# Tjerni Iskăr
Tjerni Iskăr (bulgariska: Черни Искър) är ett vattendrag i Bulgarien.   Det ligger i regionen Sofijska oblast, i den västra delen av landet, 50 km söder om huvudstaden Sofia.